# D'Iberville
D'Iberville es una ciudad del Condado de Harrison, Misisipi, Estados Unidos. Según el censo de 2000, tenía una población de 7423 habitantes y una densidad de población de 619.7 hab/km².

## Demografía
Según el censo de 2000, había 7608 personas, 2827 hogares y 1976 familias residiendo en la localidad. La densidad de población era de 619,7 hab./km². Había 3088 viviendas con una densidad media de 251,5 viviendas/km². El 78,21 % de los habitantes eran blancos, el 11,40 % negros, el 0,37 % amerindios, el 7,03 % asiáticos, el 0,01 % isleños del Pacífico, el 0,85 % de otras razas, y el 2,13 % de dos o más razas. El 2,64 % de la población eran hispanos o latinos de cualquier raza.
Según ese censo, de los 2827 hogares, en el 34,1 % había menores de 18 años, el 49,6 % pertenecía a parejas casadas, el 15,2 % tenía a una mujer como cabeza de familia, y el 30,1 % no eran familias. El 23,0 % de los hogares estaba compuesto por un único individuo, y el 5,6 % pertenecía a alguien mayor de 65 años viviendo solo. El tamaño promedio de los hogares era de 2,69 personas, y el de las familias de 3,17.
La población estaba distribuida en un 27,0 % de habitantes menores de 18 años, un 9,6 % entre 18 y 24 años, un 32,3 % de 25 a 44, un 22,5 % de 45 a 64, y un 8,6 % de 65 años o mayores. La media de edad era de 34 años. Por cada 100 mujeres, había 99,5 hombres. Por cada 100 mujeres de 18 años o más, había 96,9 hombres.
Los ingresos medios por hogar en la localidad eran de $34 700 (dólares), y los ingresos medios por familia eran de $40 347. Los hombres tenían unos ingresos medios de $26 774, frente a los $22 259 de las mujeres. La renta per cápita para la ciudad era de $15 846. El 11,7 % de la población y el 9,0 % de las familias estaban por debajo del umbral de pobreza. El 16,9 % de los menores de 18 años y el 9,5 % de los habitantes de 65 años o más vivían por debajo del umbral de pobreza.

## Geografía
Según la Oficina del Censo de los Estados Unidos, la localidad tiene un área total de 12,3 km², todos ellos correspondientes a tierra firme.